# Manifestations post-électorales en Géorgie en 2024-2025
Le 28 octobre 2024, des manifestations éclatent en Géorgie après l'annonce des résultats officiels des élections parlementaires géorgiennes de 2024.
Elles voient le parti au pouvoir, le Rêve géorgien, remporter la majorité des sièges, cependant de nombreux observateurs critiquent le déroulement de l'élection. L'opposition dénonce les résultats, qualifiant le scrutin de frauduleux et présentant ce qui est selon elle les preuves d'une fraude. Elle exige de nouvelles élections organisées démocratiquement.
Des manifestations ont lieu dès le 4 novembre près du Parlement, où les partis d'opposition dévoilent leur stratégie pour contester les résultats des élections. Elles se poursuivent ensuite à partir du 17 novembre, lorsque les résultats définitifs sont certifiés par la Commission électorale centrale de Géorgie. L'ampleur des manifestations grandit le 28 novembre, lorsque le gouvernement annonce mettre en pause le processus de négociations avec l'UE jusqu'en 2028.

## Contexte

Résultats du « Rêve Géorgien » aux élections en 2024.

La Géorgie entretient des relations avec l'Union européenne depuis 1992, après la signature d'un accord avec la Communauté européenne. En 1996, elle conclut un Accord de partenariat et de coopération avec l'UE, et en 2006, elle adopte un « Plan d'action » dans le cadre de la Politique européenne de voisinage. Un Accord d'association, incluant un régime d'exemption de visa, entre en vigueur en 2016. La Géorgie dépose officiellement sa candidature à l'UE le 3 mars 2022, après l'invasion de l'Ukraine par la Russie. En décembre 2023, elle obtient le statut de candidat, mais l'adoption en 2024 d'une loi controversée sur les ONG entraîne la suspension du processus d’adhésion par l’UE.
Les élections législatives du 26 octobre 2024, marquées par des tensions entre le parti au pouvoir, « Rêve géorgien », et l'opposition pro-européenne, aboutissent à une victoire contestée du parti gouvernemental avec 90 sièges sur 150. L'opposition dénonce des fraudes et reçoit le soutien de la présidente Salomé Zourabichvili. Des observateurs internationaux font état d'irrégularités, et l'UE ainsi que les États-Unis demandent une enquête. Tandis que plusieurs pays occidentaux expriment leurs inquiétudes, d'autres, comme la Chine, la Hongrie et la Turquie, félicitent le gouvernement géorgien. Le 30 octobre 2024, le parquet géorgien ouvre une enquête sur les allégations de fraude électorale.
Malgré les promesses initiales du « Rêve géorgien » d’œuvrer pour des liens plus étroits avec l'Union européenne, le parti s'est progressivement orienté au fil des années vers une vision illibérale et eurosceptique, ses critiques l'accusant d'adopter une politique étrangère anti-occidentale et pro-russe — des accusations que le parti nie à plusieurs reprises. Il a également été accusé de corruption électorale, de recul démocratique, d’autoritarisme et de vouloir mettre en place un régime autocratique,,,.
Pourtant, un sondage réalisé en mars 2023 par l'Institut républicain international a révélé que 85 % des Géorgiens étaient favorables à l'adhésion à l'UE, contre 75 % avant le début de l'invasion de l'Ukraine par la Russie. En avril 2023, un sondage national réalisé par l'Institut républicain international a révélé que 89 % des Géorgiens soutenaient l'adhésion à l'UE, le chiffre le plus élevé depuis des années.

## Chronologie

### Première vague (28 octobre – 25 novembre)

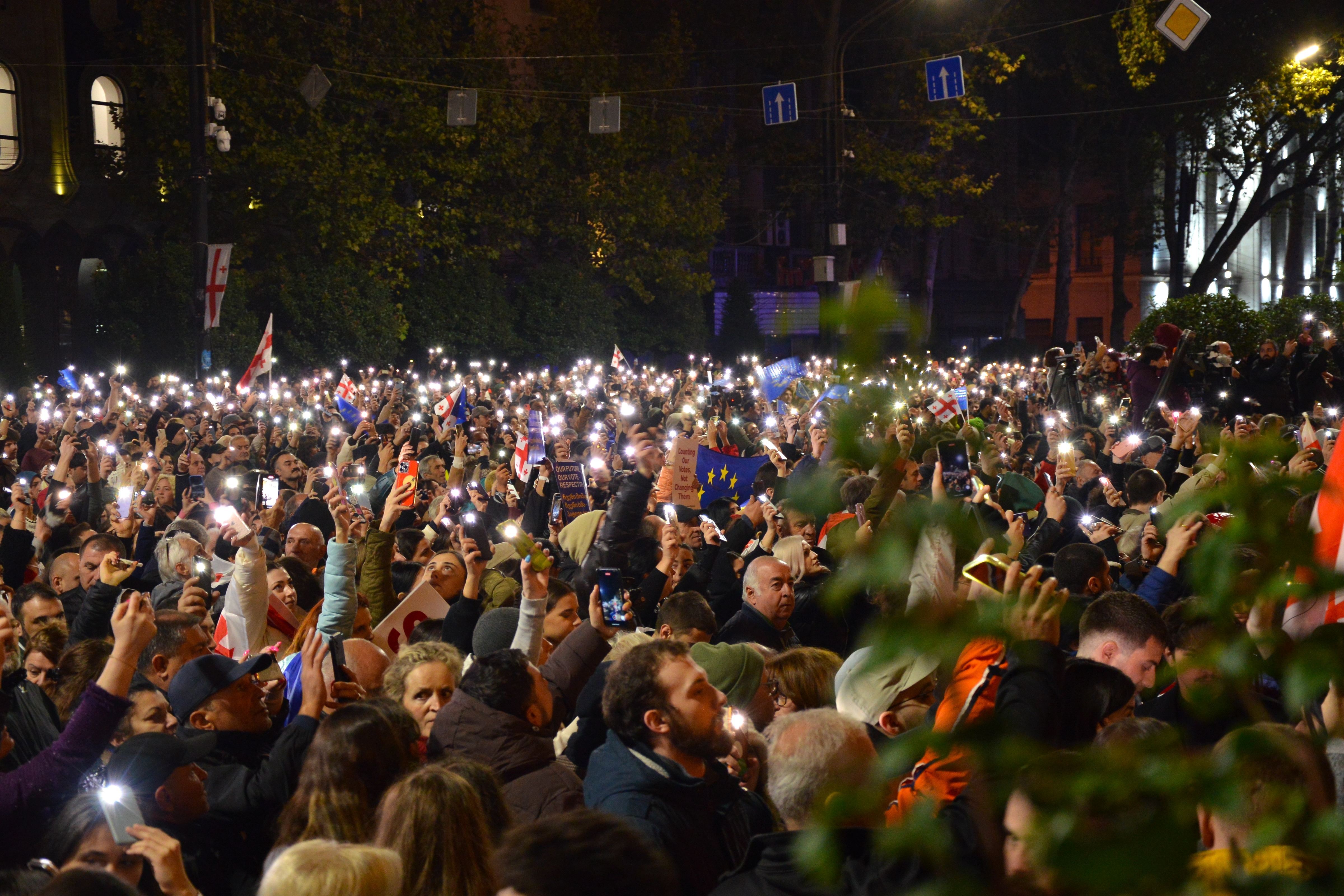
Des dizaines de milliers de manifestants se sont rassemblés devant le Parlement (28 octobre 2024).

Le 28 octobre, des dizaines de milliers de manifestants se sont rassemblés à Tbilissi pour protester contre les résultats des récentes élections parlementaires, que la présidente Salomé Zourabichvili a critiquées comme étant entachées d'irrégularités. S'adressant à la foule, Zourabichvili a affirmé que le parti au pouvoir, le Rêve géorgien, avait employé des tactiques similaires à celles utilisées en Russie, affirmant que les résultats des élections ne reflétaient pas fidèlement les intentions des électeurs. Officiellement, le Rêve géorgien aurait remporté plus de 54 pour cent des voix, s'assurant ainsi la majorité parlementaire. Dans son discours, la présidente Zourabichvili a rassuré les manifestants en déclarant : « Vous n'avez pas perdu les élections. Ils ont volé votre vote et ont essayé de voler votre avenir ».
Les observateurs électoraux en Géorgie ont noté des violations présumées, suggérant un possible plan visant à favoriser la victoire du Rêve géorgien. L'Union européenne, plusieurs de ses membres dont l'Allemagne et la France, ainsi que les États-Unis ont demandé une enquête sur ces allégations ; l'ambassadeur de l'Union européenne en Géorgie, Paweł Herczyński, déclarant que « les observateurs internationaux n'[avaient] pas déclaré que les élections étaient libres et équitables. Ils n'ont pas non plus déclaré le contraire »,. La Commission européenne et le Haut représentant de l'Union pour les affaires étrangères et la politique de sécurité, Josep Borrell, ont appelé la Commission électorale centrale de Géorgie (CEC) à « enquêter et à statuer rapidement, de manière transparente et indépendante sur les irrégularités électorales et les allégations de telles irrégularités ». Le président du Conseil européen, Charles Michel, a déclaré que les allégations d'irrégularités « doivent être sérieusement clarifiées et traitées ». Entre-temps, d'autres pays comme la Hongrie, la Chine et la Turquie ont félicité le Rêve géorgien pour sa victoire aux élections,. Le 30 octobre, le parquet géorgien a lancé une enquête sur les allégations de fraude électorale.
Le 4 novembre, les partis d'opposition à Tbilissi ont organisé un nouveau rassemblement devant le Parlement géorgien, dévoilant une stratégie pour contester les résultats des élections. L'opposition, rejetant la légitimité des élections du 26 octobre, a affirmé que le scrutin avait été compromis par une fraude généralisée, provoquant des manifestations quotidiennes.

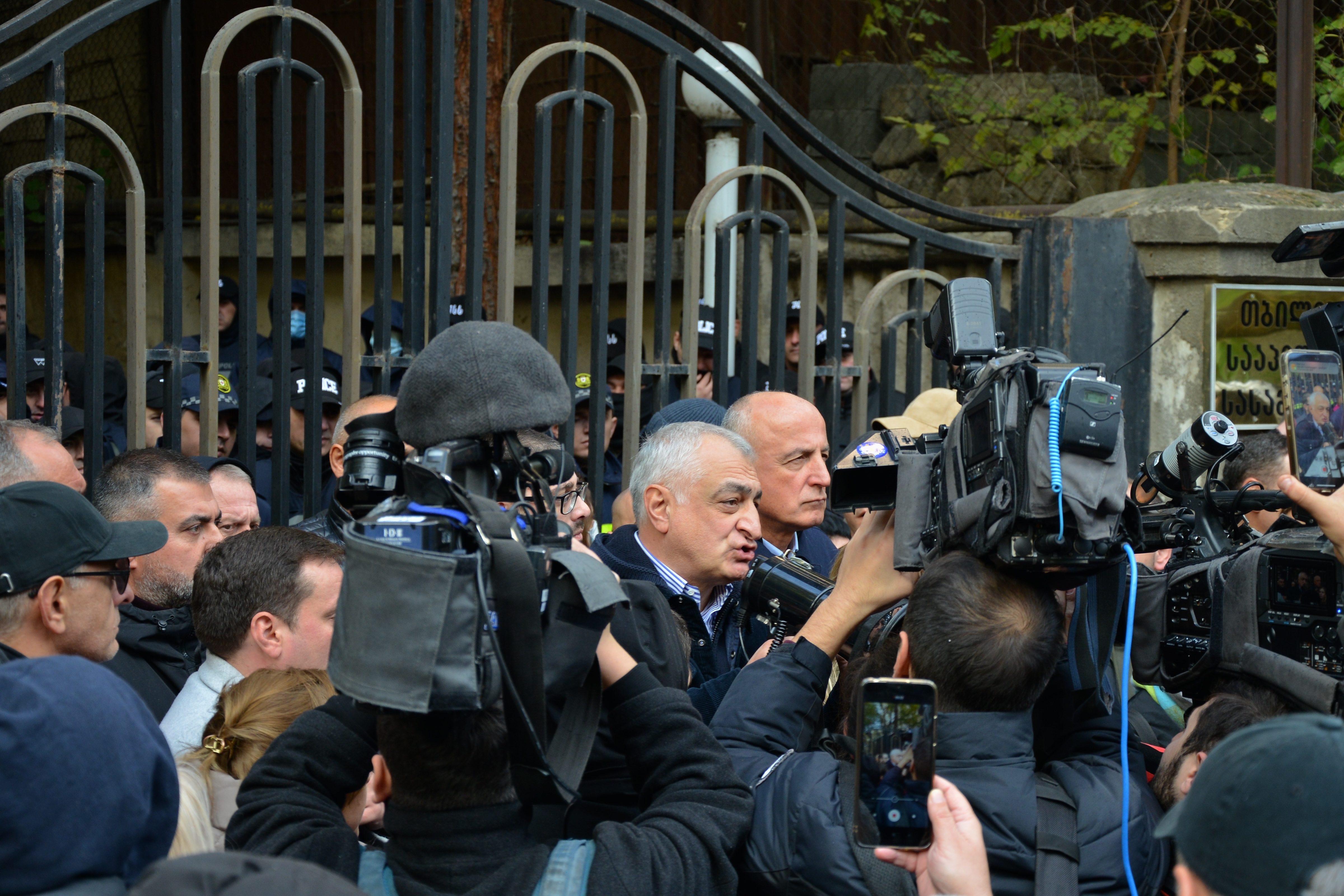
Les dirigeants de l'opposition Mamouka Khazaradzé et Badri Japaridzé lors d'une manifestation devant la Cour d'appel de Tbilissi où ont été traitées les affaires de violations électorales (5 novembre 2024).

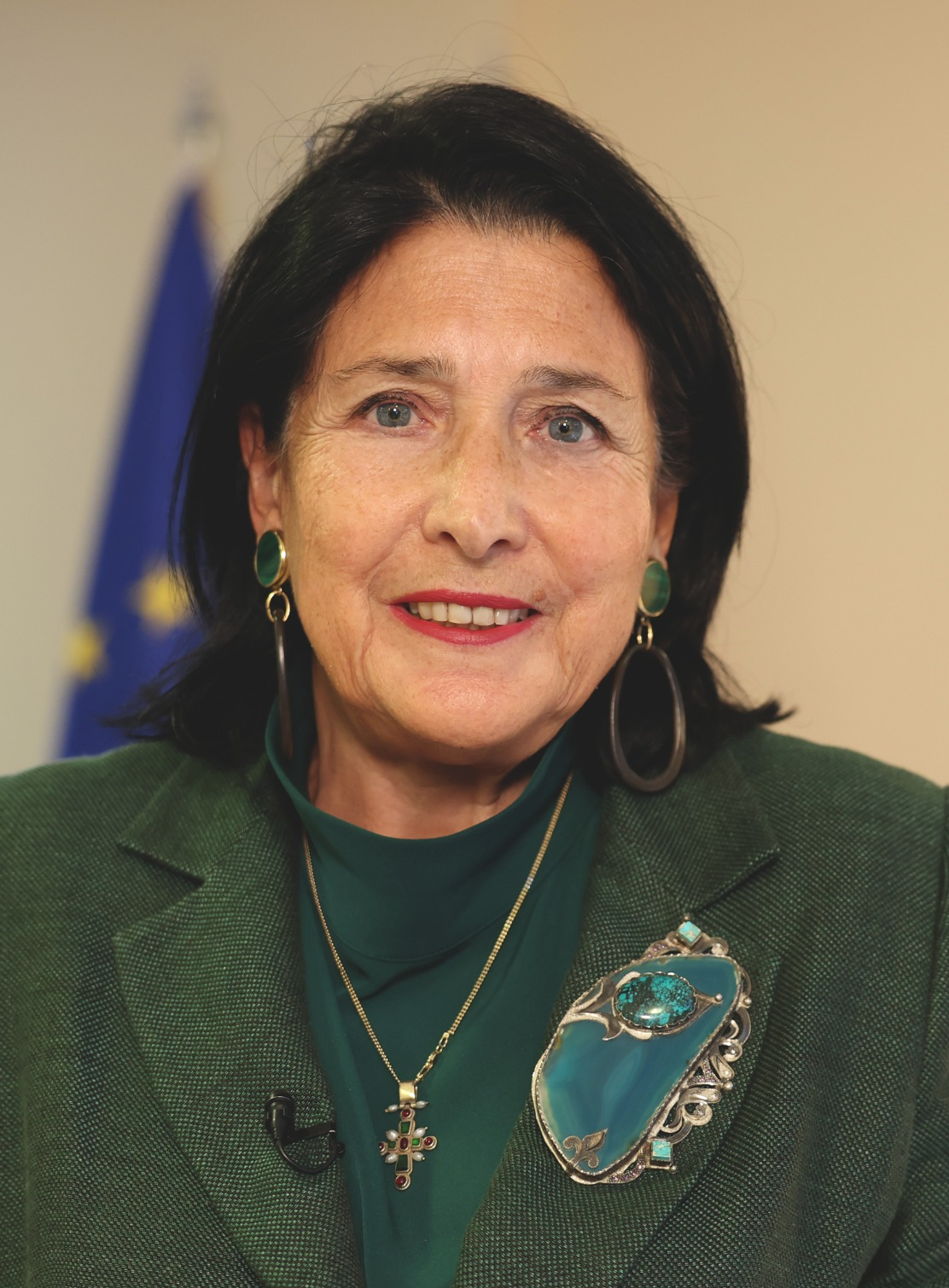
Salomé Zourabichvili.

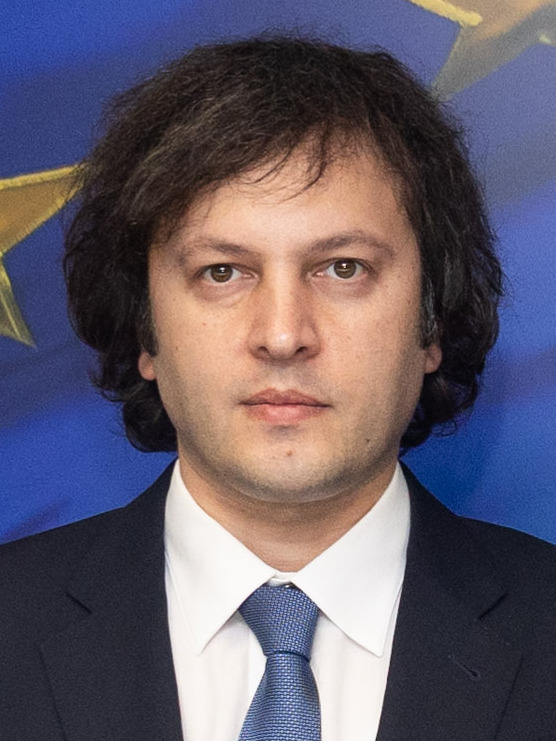
Irakli Kobakhidzé.

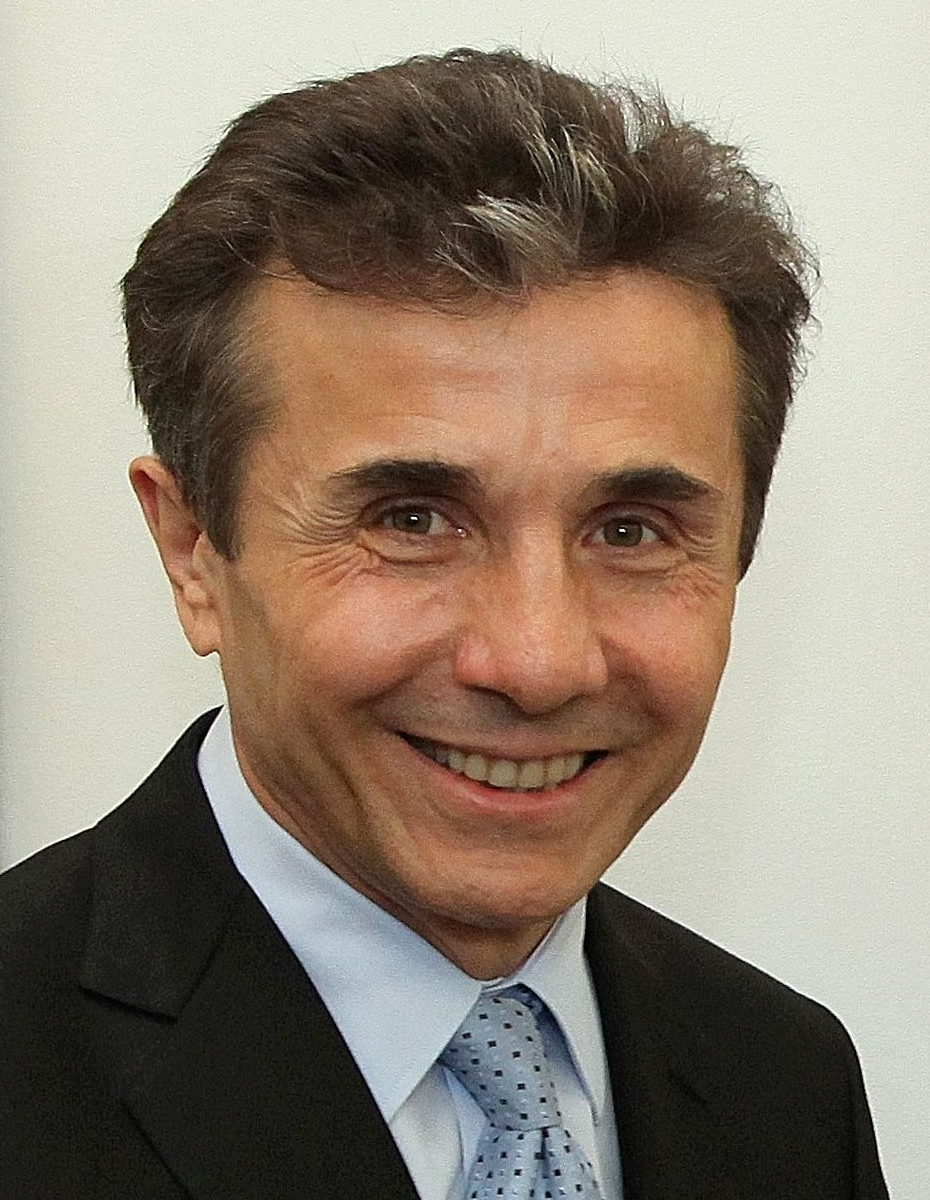
Bidzina Ivanichvili.

Les dirigeants de l'opposition ont annoncé que les manifestations seraient quotidiennes et s'intensifieraient avec le temps, et ont exhorté leurs partisans à se rassembler en grand nombre à travers Tbilissi pour obstruer l'accès au Parlement et maintenir une pression visible sur les autorités. Transparency International Géorgie a signalé plusieurs cas de mauvaise conduite électorale, dont notamment des votes non autorisés avec des cartes d'identité confisquées, qu'elle attribue en partie à la négligence de la Commission électorale centrale (CEC). Le plan d'action de l'opposition comprenait la tenue de nouvelles élections, la non-reconnaissance de la légitimité du nouveau parlement et le lancement d'un mouvement de résistance coordonné qui débuterait à Tbilissi et s'étendrait à l'ensemble du pays.
Le 12 novembre, une autre manifestation a eu lieu devant le Parlement, où des discours ont été prononcés par les présidents des commissions des relations extérieures d'Allemagne, de Finlande, de Suède, de France, de Lituanie, de Lettonie, d'Estonie et de Pologne,. Avant la manifestation, ceux-ci ont également rencontré la présidente Zourabichvili.
Le 14 novembre, les étudiants de l'université d'État de Batoumi se sont mis en grève, accusant l'administration électorale de s'aligner sur le Rêve géorgien et exigeant de nouvelles élections. Après avoir occupé l'université, ils ont dû faire face à des coupures de chauffage et d'électricité mais ont continué leur manifestation à l'extérieur, appelant au soutien de tout le pays. Les manifestations de solidarité se sont étendues à Tbilissi, avec la participation d'étudiants de l'université d'État Ilia, de l'université d'État de Tbilissi, de l'université du Caucase, de l'université de médecine et du GIPA (Institut géorgien des affaires publiques), tandis que les universités de Koutaïssi ont également exprimé leur soutien.
Le 15 novembre, un tribunal de Tbilissi a rejeté 11 plaintes déposées par des partis d'opposition et des groupes de la société civile remettant en cause le déroulement des élections, au cours desquelles la CEC était la partie défenderesse. Alors que la CEC certifiait officiellement les résultats le lendemain, son président, Giorgi Kalandarichvili, a été aspergé de peinture noire par le commissaire de la CEC, David Kirtadzé, membre du Mouvement national uni (opposition), qui a déclaré que les résultats officiels du vote ne reflétaient pas le « véritable choix » des électeurs.
Le 17 novembre, un grand rassemblement a eu lieu devant le bâtiment du Parlement, tandis que la Coalition pour le changement a lancé une manifestation parallèle près de l'université d'État de Tbilissi, sur l'avenue Chavchavadze. Le groupe a bloqué l'avenue, installé des tentes et annoncé un sit-in de 24 heures. La manifestation est restée pacifique, les militants ayant érigé des tentes, la police s'abstenant d'intervenir. Dans la soirée, des manifestants venus de l'avenue Roustavéli ont rejoint le groupe à l'université.
Cependant, les tensions se sont intensifiées le 19 novembre, lorsque la police a démantelé de force le camp de protestation à l'aube. Au moins 16 personnes ont été arrêtées, dont un caméraman de la chaîne de télévision d'opposition Mtavari Arkhi. Malgré ce revers initial, les manifestants se sont regroupés et ont repris l'avenue Chavchavadze dans la soirée.
Le 18 novembre, Zourabichvili a déposé une plainte auprès de la Cour constitutionnelle, cherchant à annuler les résultats des élections. Une déclaration de son bureau a déclaré que les résultats des élections étaient « inconstitutionnels », citant des violations des principes d'universalité et de secret,.
Plus tard, l'indignation a éclaté après que la police anti-émeute a utilisé les terrains de l'université d'État de Tbilissi (TSU) pour disperser des manifestants pacifiques le 19 novembre, déclenchant des accusations selon lesquelles l'université aurait permis la répression. Les mouvements étudiants et les professeurs ont exigé la démission du recteur, accusant la TSU de trahir les valeurs académiques. Alors que le ministère de l'Intérieur a nié avoir utilisé la TSU comme base, les protestations et les condamnations des professeurs et des étudiants de toute la Géorgie ont continué, soulignant le manque présumé d'indépendance de la TSU sous le gouvernement du Rêve géorgien. Plusieurs militants et étudiants de différentes universités sont entrés sur le campus principal de la TSU dans le cadre de la manifestation en cours et ont commencé une grève exigeant leur démission.
Le nouveau parlement a tenu sa séance inaugurale le 25 novembre, en présence uniquement de 88 députés du Rêve géorgien. Le président Zourabichvili a boycotté la session, tandis que les manifestations se poursuivaient devant le bâtiment du Parlement. Les experts constitutionnels ont déclaré que l'auto-investiture du Parlement sans que le président n'ait convoqué cette session constitue une violation de la constitution, remettant en cause la légitimité du Parlement et la qualifiant de « prise de pouvoir »,. Selon la constitution géorgienne, il appartient au président de convoquer la session inaugurale du Parlement. Or, cette dernière a refusé de le faire car elle a rejeté les résultats des élections comme étant truqués, remettant en question la légitimité du Parlement. Le président Zourabichvili a qualifié la convocation du parlement d'« inconstitutionnelle », tandis que le président du parlement Chalva Papouachvili a accusé Zourabichvili d'avoir violé la constitution elle-même, affirmant que, selon la constitution, le nouveau parlement doit être convoqué au plus tard 10 jours après l'annonce officielle des résultats par la Commission électorale centrale.

### Deuxième vague (à partir du 28 novembre)

#### En 2024

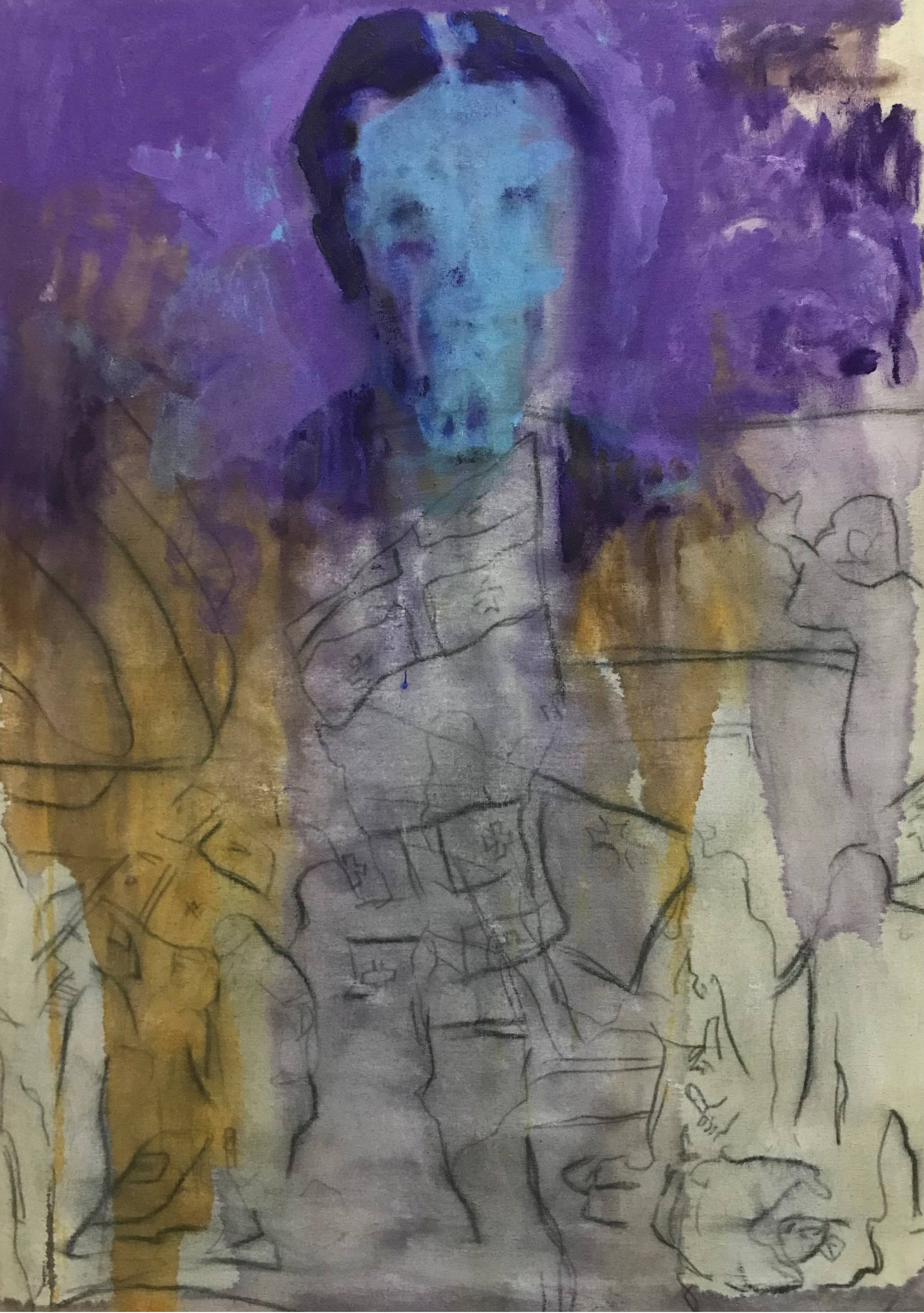
Le silence se brise lorsque la liberté est en jeu, tableau de Gela Mikava sur les manifestations (décembre 2024).

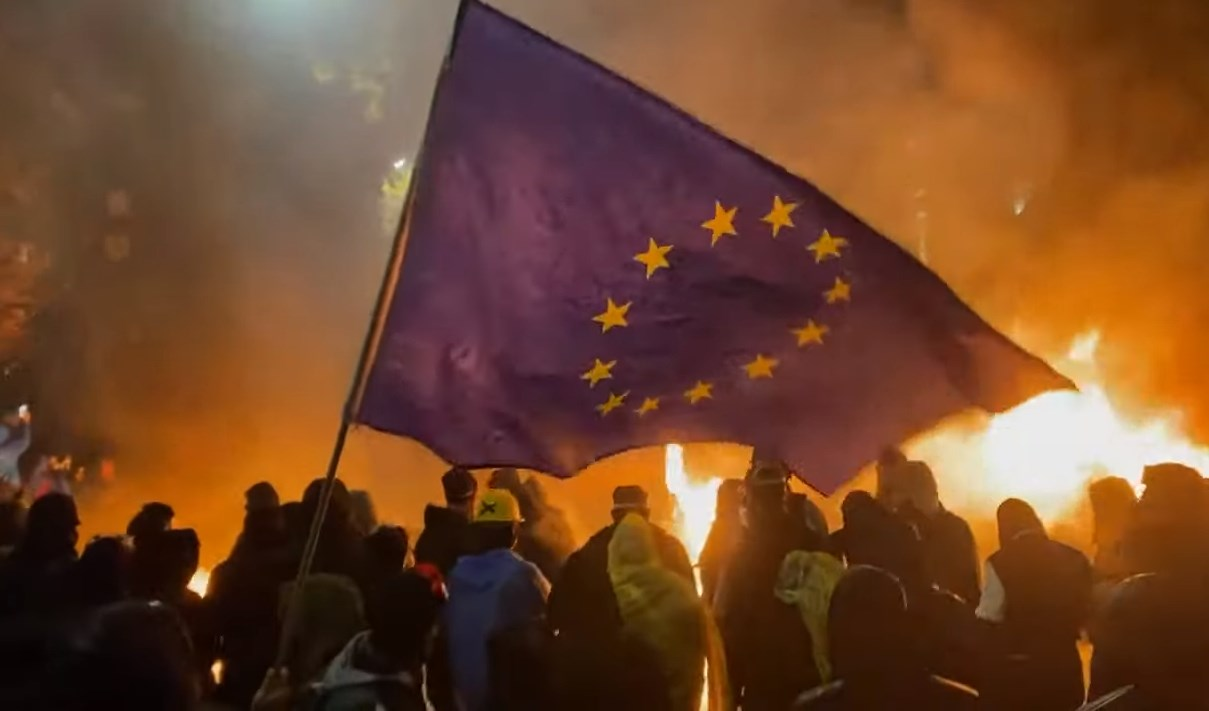
Les manifestants agitent un drapeau européen.

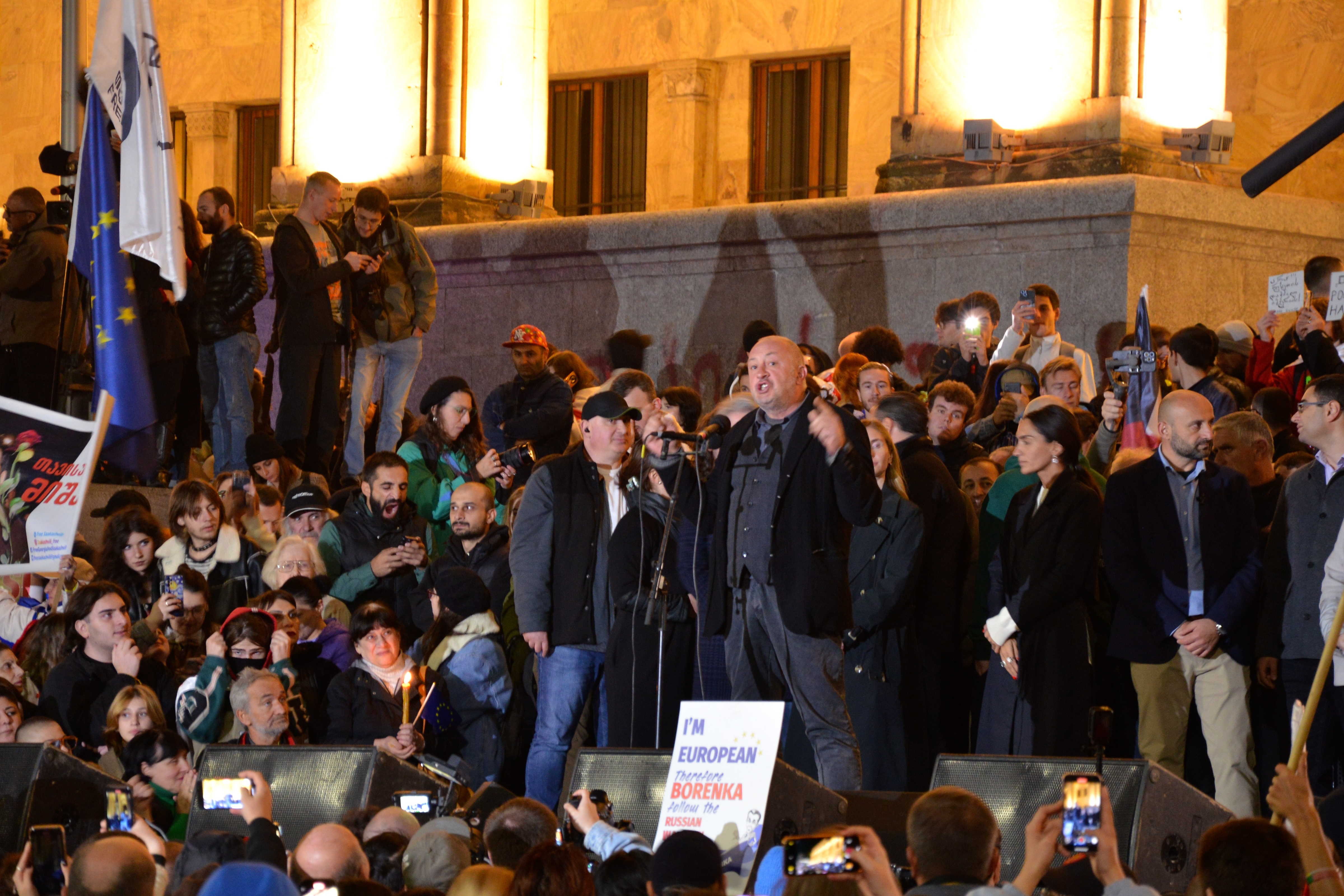
Une manifestation pacifique.

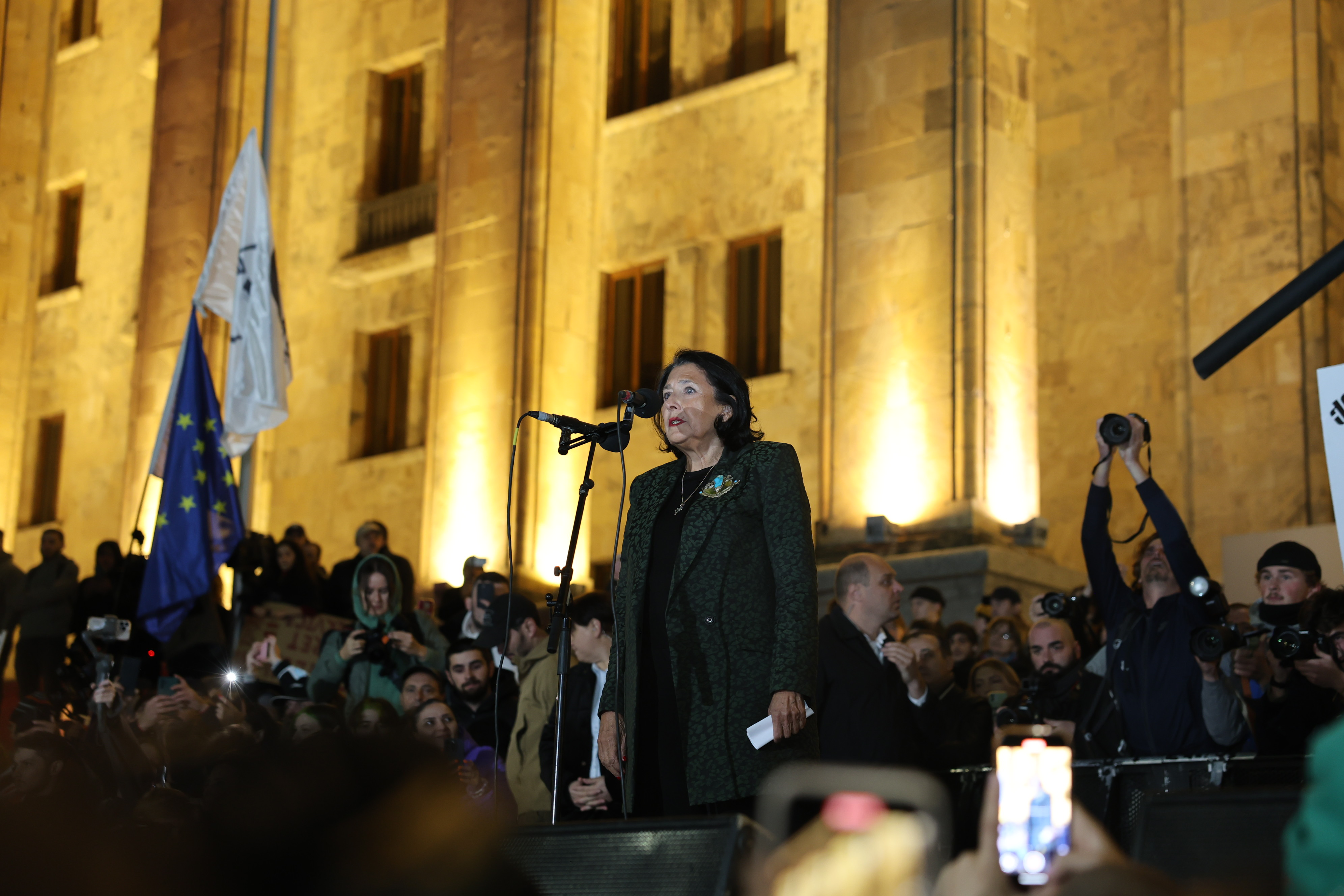
Salomé Zourabichvili tient un discours devant le Parlement.

Le 28 novembre, la nouvelle convocation du Parlement géorgien a confirmé le gouvernement d'Irakli Kobakhidze, qui a apporté plusieurs changements à sa composition. Le programme officiel s'intitulait « Vers une Europe de paix, de dignité et de prospérité », slogan que le parti au pouvoir a adopté pendant la campagne préélectorale, en insistant sur « l'adhésion à l'Union européenne uniquement en respectant les règles géorgiennes, en évitant d'être entraîné dans la guerre russo-ukrainienne et en préservant les valeurs traditionnelles »,,. Le jour même, le Parlement européen adopte une résolution exigeant la tenue de nouvelles élections en Géorgie « sous supervision internationale ». Il appelle également la Commission européenne à imposer des sanctions aux dirigeants du gouvernement géorgien. Dans la soirée, le Premier ministre géorgien Irakli Kobakhidzé a tenu un point de presse, dans lequel il annonce la suspension unilatérale de l'adhésion à l'UE, ainsi que le rejet de toute subvention budgétaire et de tout prêt de l'UE jusqu'en 2028. Kobakhidzé a déclaré que l'adhésion à l'UE et les subventions ont été utilisées comme un « instrument de chantage » par les organes de l'UE tels que le Parlement européen, citant les résolutions adoptées par le Parlement au cours des dernières années concernant la Géorgie. Il a condamné « l'ingérence de certains politiciens et bureaucrates européens dans les élections parlementaires », ainsi que leurs prétendues « tentatives d'inciter à la révolution en Géorgie ». Kobakhidzé a déclaré que la Géorgie continuerait à mettre en œuvre l'accord d'association entre la Géorgie et l'Union européenne et relancerait la question de l'ouverture des négociations d'adhésion avec l'Union européenne en 2028, après avoir renforcé son économie. Quelques heures plus tard, le président russe Vladimir Poutine a salué cette décision, déclarant qu'il « admirait le courage et le caractère [de l'administration] dont elle a fait preuve en défendant son point de vue ». Les manifestations contre la décision ont commencé devant le parlement géorgien le même jour et se sont poursuivies les jours suivants, principalement à Tbilissi mais aussi dans d'autres villes, notamment Batoumi, Poti, Zougdidi et Koutaïssi,.
Le Parlement a également fixé la date de l'élection présidentielle géorgienne de 2024 au 14 décembre. Depuis la réforme constitutionnelle de 2017, le président n'est plus élu au suffrage universel mais par un collège électoral de 300 membres, dont les 150 députés, tous les représentants des conseils suprêmes des républiques autonomes d'Abkhazie et d'Adjarie et des collectivités locales,. Le Rêve géorgien, détenant la majorité au Collège électoral, a nommé Mikhaïl Kavelachvili, membre de son allié le Pouvoir populaire, à la présidence. Zourabichvili, la dernière présidente élue au suffrage universel, a rejeté la légitimité du parlement actuel et a déclaré qu'elle ne démissionnerait pas de son poste de présidente « tant le parlement légitime ne sera pas élu pour élire légitimement [un remplaçant] ». Kobakhidzé a répondu en affirmant que « bien sûr, le 29 décembre, elle devra[it] partir ».
Les manifestations ont été marquées par des violences contre les manifestants, les journalistes et la police,,. La journaliste de Radio Free Europe Tamuna Chkareuli a déclaré qu'elle n'avait « jamais connu un tel niveau d'agressivité de la part de la police auparavant ». Amnesty International a déclaré que « cette tendance récurrente à la violence et aux violations des droits humains, bien documentée depuis les manifestations de l'année dernière, révèle la stratégie du gouvernement géorgien consistant à déployer tout l'appareil de l'État pour punir et réprimer la dissidence ». Kobakhidzé a déclaré que ce sont les manifestants, et non la police, qui sont responsables de la « violence systémique ». Il a qualifié les manifestations de « manifestations violentes » tout en alléguant l'implication d'« entités étrangères », affirmant notamment que les manifestations étaient financées depuis l'étranger. Le 2 décembre, le ministre de l'Intérieur géorgien a indiqué que 224 manifestants avaient été arrêtés ces derniers jours, accusés notamment de hooliganisme mineur et de désobéissance aux ordres légaux de la police, et que 113 policiers avaient été blessés depuis le 28 novembre. Le 2 décembre également, le leader de l'opposition Zourab Japaridze a été arrêté ; les charges retenues contre lui ne sont pas encore connues et son parti politique, la Coalition pour le changement, a affirmé qu'il était pris pour cible par le gouvernement,.

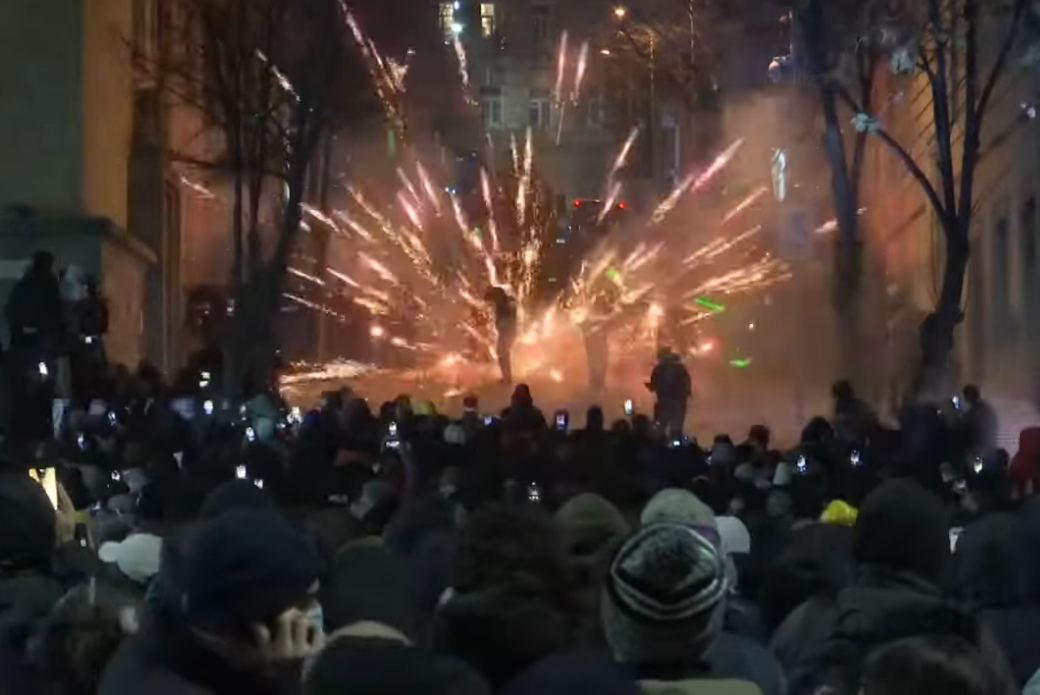
Les manifestants lancent des feux d'artifice.

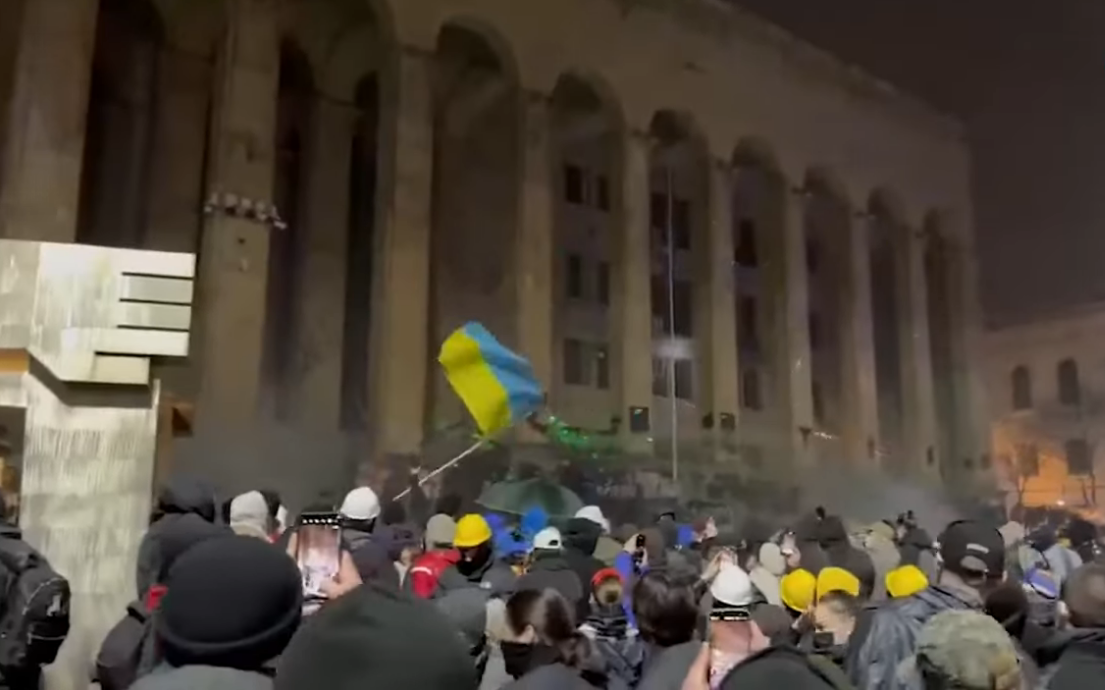
Des manifestants en face du parlement géorgien

Le 8 décembre, Salomé Zourabichvili rencontre le président américain Donald Trump et le président français Emmanuel Macron à Paris. Elle partage les détails de la réunion sur X (ex-Twitter), rapportant une « discussion approfondie » sur les élections truquées et déplorant la « répression alarmante » en Géorgie. Zourabichvili a souligné la nécessité d'un rôle fort des États-Unis et a exprimé sa gratitude pour le soutien de Trump, le qualifiant d'ami du peuple géorgien. Zourabichvili a également rencontré Elon Musk, qui avait été nommé par Trump pour diriger le nouveau ministère de l'efficacité gouvernementale. Elle a qualifié l'échange d'excellent et a exprimé son impatience quant à la visite de Musk en Géorgie. Au cours de son séjour à Paris, Zourabichvili a également eu des discussions avec le Premier ministre italien Giorgia Meloni et le président ukrainien Volodymyr Zelensky sur la situation actuelle en Géorgie.
Le 13 décembre, le Parlement géorgien approuve la lecture finale d'un projet de loi interdisant le port de masques et l'utilisation de feux d'artifice et de pointeurs laser lors des manifestations. La nouvelle législation a également introduit des réglementations plus strictes sur les feux d'artifice en Géorgie, exigeant une licence pour leur exportation, leur importation et leur vente.
Le même jour, Emmanuel Macron réaffirme son soutien aux aspirations de la Géorgie à l'UE, soulignant le rôle de l'UE dans la paix et le respect de sa souveraineté. Le président français exhorte la Géorgie à assumer ses responsabilités en tant qu'État candidat à l'UE, à protéger les libertés, et à engager le dialogue entre les acteurs politiques et la société civile. Macron a exprimé sa confiance dans l'engagement des Géorgiens envers leur avenir européen, ce en dépit de défis tels que la propagande et l'intimidation. Deux jours plus tôt, Macron avait demandé la libération des manifestants « arbitrairement » arrêtés lors d'un appel avec Bidzina Ivanichvili. Il avait également condamné les violences policières et l'intimidation de la société civile, appelant au respect de la liberté d'expression et de réunion.
Le 14 décembre, Mikhaïl Kavelachvili est élu président de la Géorgie au suffrage indirect lors de l'élection présidentielle de 2024, qui est boycottée par l'opposition après des élections législatives aux forts soupçons de fraudes.
Les manifestations se poursuivent quotidiennement de la mi-décembre à la fin décembre. Le 18 décembre, des manifestations sont organisées devant le Parlement et dans tout Tbilissi. Le 25 décembre, 28e jour de manifestations quotidiennes successives, des marches sont appelées « Marche des femmes », « Marche des anciens étudiants occidentaux », « Marche du secteur des assurances » et « Marche de l'unité ». Zourabichvili participe à la Marche des femmes.
Le 28 décembre, des milliers de manifestants à travers le pays se donnent la main pour former des chaînes humaines en soutien à l'adhésion du pays à l'UE. À Tbilissi, l'AFP fait état d'une chaîne de plusieurs kilomètres de long ; la chaîne est ensuite dissoute lorsque les manifestants se dirigent vers le parlement. Le 29 décembre, Kavelachvili prête serment en tant que président ; Zourabichvili quitte le palais présidentiel et prononce un discours devant des milliers de partisans affirmant qu'elle restait la « seule présidente légitime ». Les manifestations se poursuivent à Tbilissi, Koutaïssi et Batoumi.

#### En 2025
Le 13 janvier 2025, Michael Roth, président de la commission des affaires étrangères du Bundestag allemand, participe à la 47e manifestation quotidienne à Tbilissi et déclare que « de nouvelles élections pour un nouveau gouvernement et un nouveau parlement légitimes » étaient nécessaires. Il déclare aussi que, parce que les manifestants défendaient les « valeurs européennes », il considérait Tbilissi comme la « véritable capitale de l'Europe ».
Le 15 janvier 2025, les citoyens géorgiens organisent une grève pour exiger la libération des manifestants détenus et appeler à de nouvelles élections. La grève visait à exprimer la frustration de la population face aux élections, à la position anti-européenne du gouvernement et à l'alignement du parti au pouvoir Rêve géorgien sur le Kremlin. Les organisateurs ont mis en garde contre les risques d'isolement politique qu'apporteraient ce gouvernement, notamment la stagnation économique et le chômage, tout en réclamant des réformes démocratiques et de nouveaux efforts d'intégration à l'UE.
Le 2 février, alors que les manifestants tentaient de bloquer l'entrée d'une autoroute à Tbilissi, un important dispositif policier a été déployé pour les contrer. Parmi les personnes arrêtées figuraient les hommes politiques Nika Melia et Guiorgui Ougoulava,. Le ministère de l'Intérieur a fait état de 31 arrestations au cours de la journée. Le bureau du Défenseur public a annoncé que 22 des 25 personnes détenues se sont plaintes de mauvais traitements et que neuf personnes ont signalé une force excessive appliquée à leur encontre pendant et après l'arrestation. Quatre manifestants blessés au visage et à la tête ont été emmenés des centres de détention vers des hôpitaux où on leur a diagnostiqué une commotion cérébrale. Kaja Kallas, cheffe de la diplomatie de l'UE, a exprimé dans une publication sur X que « la Géorgie ne répond pas aux attentes que l'on peut avoir d'un pays candidat. L'UE est aux côtés du peuple géorgien dans sa lutte pour la liberté et la démocratie ».
Le 18 février, l'ancienne présidente Salomé Zourabichvili et l'ancien Premier ministre Giorgi Gakharia ont été attaqués avec des œufs et insultés à l'aéroport de Tbilissi. Zourabichvili revenait de la Conférence de Munich sur la sécurité lorsqu'un groupe d'individus l'a abordée, lui criant des insultes et lui lançant des œufs. L'incident a été filmé et partagé par Natia Beridze, une employée de la chaîne de télévision pro-gouvernementale PosTV, qui avait précédemment averti Zourabichvili sur les réseaux sociaux qu'elle « devrait porter un imperméable » en prévision de l'attaque. Bien que Zourabichvili n'ait pas été directement touchée, des membres de son équipe de sécurité ont été blessés. Un incident similaire s'est produit contre Gakharia, qui a également été accueilli par des insultes et des jets d'œufs à son arrivée. Les deux incidents se sont déroulés en présence de forces de l'ordre, mais la police n'est pas intervenue et aucune arrestation n'a été effectuée. Le Rêve géorgien a minimisé les événements, les attribuant au mécontentement public. Cependant, les critiques soutiennent que ces attaques font partie d'un schéma plus large d'intimidation politique. L'absence de réponse policière a suscité des inquiétudes quant à l'application sélective de la loi et à l'hostilité croissante envers les figures de l'opposition en Géorgie, soulignant ainsi la polarisation politique croissante du pays.
Les manifestations du 19 février ont coïncidé avec l'anniversaire de Bidzina Ivanichvili. Les manifestants n'ont pas manqué de souligner ce détail et ont élaboré des pancartes, des affiches et des poupées ridiculisant Ivanichvili. Une effigie colorée de Zviad Kharazichvili, chef du Département des missions spéciales du ministère de l'Intérieur, l'agence responsable de la police anti-émeute, a également été exhibée dans les rues. Malgré une forte présence policière et les avertissements du gouvernement, les manifestants ont de nouveau bloqué la circulation sur l'avenue Roustaveli. Une vidéo circulant sur les réseaux sociaux montrait Lasha Jiochvili, caméraman de TV Pirveli, en train d'être arrêté par dix hommes masqués sans identification dans un parking souterrain. L'un des hommes, qui ne portait pas de masque, s'est identifié comme « membre de la police » à Tako Kheladze, une passante qui filmait l'arrestation de Jiochvili. Plus tard, TV Pirveli a identifié l'homme comme Zaza Nozadze, le chef de la police de Moukhiani. Dans la vidéo de Kheladze, on peut entendre Jiochvili dire que les hommes « mettaient quelque chose » dans sa poche. Selon plusieurs témoins de l'arrestation, Jichvili a été arrêté pour avoir participé aux manifestations. Après l'arrestation, le ministère de l'Intérieur a confirmé que Jiochvili avait été arrêté pour des accusations administratives pour « avoir désobéi à un ordre légitime de la police ». Tornike Migineichvili, l'avocat de Jiochvili, a dénoncé le fait que son client avait été blessé lors de l'arrestation et avait subi des pressions psychologiques et des menaces de la part de la police. Un rapport rédigé par des employés du Bureau du Défenseur public après une réunion avec Jioshvili indiquait que les hommes ne s'étaient pas identifiés lors de l'arrestation de Jioshvili, ne lui avaient pas expliqué ses droits, l'avaient fouillé et lui avaient interdit de contacter son avocat et sa famille,.
Le parti au pouvoir, Rêve géorgien, a minimisé l’importance des événements, les attribuant au mécontentement de la population. Cependant, les critiques affirment que les attaques font partie d’un schéma plus large d’intimidation politique. L’absence de réponse de la police a suscité des inquiétudes quant à l’application sélective de la loi et à la montée de l’hostilité envers les figures de l’opposition en Géorgie, soulignant encore davantage la polarisation politique croissante du pays.
Le 25 février, 90e jour de manifestations, la Géorgie célébrait le 104e anniversaire de la chute de Tbilissi à la suite de l'invasion soviétique de la Géorgie. Sept marches différentes, portant chacune le nom de résistants éminents de 1921, ont convergé vers la place des Héros et ont formé une manifestation unifiée qui s’est poursuivie vers l’avenue Roustavéli. S’adressant au rassemblement, Salomé Zourabichvili a souligné une fois de plus qu’il n’y avait pas d’autre issue à cette crise politique profonde que de nouvelles élections.
Le 17 mars, les étudiants de l'Université nationale géorgienne (SEU), après avoir passé 62 jours dans l'un des auditoriums pour exiger la libération de leur camarade de classe arrêté, Irakli Miminochvili (19 ans), ont annoncé qu'ils se déplaceraient vers la place du Parlement pour une manifestation continue. Miminochvili avait été accusé d'avoir participé à des actions violentes avec Zviad Tsetskhladze et six autres personnes lors d'une manifestation début décembre.
Le 17 mars toujours, les autorités ont perquisitionné cinq fonds publics qui fournissaient une aide financière à des personnes condamnées à des amendes lors de manifestations anti-régime ou licenciées en raison de leur activisme civique. Le parquet géorgien a confirmé le gel de ses comptes et a annoncé qu'il menait une enquête sur plusieurs infractions pénales, notamment le sabotage, l'assistance à un pays étranger, à une organisation étrangère ou à une organisation sous contrôle étranger dans des activités hostiles, et le financement d'activités dirigées contre l'ordre constitutionnel et la sécurité nationale.
Le 31 mars, au milieu des célébrations du 34e anniversaire du référendum sur le rétablissement de l'indépendance de la Géorgie, a été célébrée à Tbilissi une manifestation massive dirigée par les organisations civiles et les groupes d'opposition. La présidente, Salomé Zourabichvili, a annoncé aux réunions la création d'une « plate-forme de résistance » qui s'articulerait avec la participation de tous les partis proeuropéens. Le principe fondamental de la plate-forme sera de lisser et de coordonner l'action de tous les partis et groupes pro-européens.
Le 2 avril, les proches des manifestants arrêtés annoncent la création d'un nouveau mouvement de résistance : « Pour la Liberté des Prisonniers de Conscience ». Dans une déclaration commune, ils annoncent vouloir mener une veille autour du Parlement le 8 avril. Trois revendications clés sont mises en avant : de nouvelles élections, la libération des prisonniers politiques et le vote des prochaines élections locales. La déclaration comprend également un appel à l'U. E. pour agir contre ce qu'ils qualifient de « régime illégal soutenu par la Russie » et impose des sanctions financières strictes au patron du parti du Rêve géorgien, l'oligarque Bidzina Ivanichvili, ses sociétés commerciales, les membres de sa famille, et ses fonctionnaires aux gouvernement, accusés de corruption et de répression systémique. De plus, un appel est également lancé à l'Église orthodoxe géorgienne afin qu'elle joue un rôle unificateur dans ce qui est décrit comme un moment critique pour le pays. Il est également demandé aux entreprises de cesser de financer le Rêve géorgien et de soutenir au contraire les étudiants à manifester
.

## Nouvelle élection
Fin décembre 2024, Zourabichvili a déclaré qu'une nouvelle élection (en) était nécessaire et que le processus de préparation d'une nouvelle élection devrait être terminé avant le 29 décembre 2024. Elle invite le fondateur du Rêve géorgien, Bidzina Ivanishvili, à en négocier la procédure. Zourabichvili déclare qu'un conseil serait créé si Ivanichvili refusait de négocier. Le 24 décembre, elle discute des procédures concernant l'organisation d'une nouvelle élection avec les dirigeants des quatre principales coalitions d'opposition et des organisations non gouvernementales.

## Stratégie des manifestants
Les réseaux sociaux en ligne, tels que Facebook, Instagram et TikTok, ont joué un rôle dans la coordination des manifestants, facilitant l'organisation de nombreux groupes auto-organisés fonctionnant sans leader clairement désigné. Ces groupes prennent des décisions collectives pour organiser les manifestations, de manière similaire à ce qui s'est passé durant les Printemps arabes. Parmi eux, un groupe Facebook nommé « Daitove » compte environ 250 000 membres. Ilia Glonti, cofondateur de Daitove, considère les manifestations comme une illustration de la véritable démocratie, « comme en Grèce », et affirmait que l'absence de micros et de scènes lors des manifestations de rue était un signe d'égalitarisme.

## Répression

### Violences contre les manifestants
Selon Amnesty International, au 13 décembre 2024, 300 des 460 détenus ont été torturés ou maltraités par les forces de sécurité. Quatre-vingts détenus ont été hospitalisés avec des blessures graves, notamment des fractures osseuses, des commotions cérébrales et d'autres blessures à la tête. Au 13 décembre 2024, les tribunaux ont « largement ignoré » les preuves de torture et le droit à un procès équitable. Amnesty décrit le travail de la police et le système judiciaire comme « semblant être des armes pour intimider, harceler et réprimer les manifestants et faire taire la dissidence pacifique, reflet d'une répression institutionnalisée ». Amnesty a présenté ses propres 13 études de cas de manifestants blessés et son analyse fondée sur des entretiens, une analyse de documents et des documents photo et vidéo.
Le 18 décembre, le Défenseur public de Géorgie Levan Iosseliani déclare que ses représentants ont rendu visite à 327 détenus, parmi lesquels 225 déclarent avoir été maltraités et 157 présentent des signes visibles de blessures physiques. Des représentants de Transparency International Georgia, Georgian European Orbit et Rule of Law Center déclarent que Rêve géorgien a « planifié la torture systématique de manifestants pacifiques », avec un « système de torture [planifié] à l'avance ». Ils ont déclaré que les détenus ont été « frappés au visage, à la tête, aux orbites, aux côtes [et] aux reins » et que les détenus ont été dépouillés de leurs effets personnels par les forces de sécurité.
Le 24 décembre, après avoir interrogé douze victimes de violences policières, Human Rights Watch déclare que les violences policières sont « généralisées et apparemment punitives » contre des « manifestants en grande partie pacifiques ». Parmi les victimes figure Avtandil Koutchava, qui a perdu connaissance à deux reprises après avoir été frappé à la tête par des policiers et a eu l'épaule fracturée par l'un d'eux. Le poète Zviad Ratiani (en) a quant à lui été traîné dans la rue, emmené dans une voiture de police et battu à plusieurs reprises pendant le trajet et dans la voiture. Le journaliste Aleksandre Keshelashvili, portant un gilet de presse et un casque, a été frappé à coups de pied et battu par la police le 29 novembre, ce qui lui a causé une commotion cérébrale et brisé le nez.
Le 18 janvier 2025, deux manifestants, Otar Kvaratskhelia (18 ans) et Rati Tkemaladze (23 ans), sont enlevés par des hommes masqués non identifiés alors qu'ils rentraient chez eux après une manifestation près de la station de métro Roustaveli de Tbilissi. Les manifestants réapparaissent dans un centre de détention et sont accusés d'avoir violé le règlement des manifestations et d'avoir désobéi aux ordres légaux de la police, même si les personnes qui les ont appréhendés portaient des vêtements civils et n'avaient aucun signe distinctif.

### Violences contre des journalistes
Au 19 décembre 2024, 70 journalistes sont agressés lors des manifestations. Reporters sans frontières (RSF) décrit ces attaques comme une « violence systématique et organisée » de la part de la police géorgienne, qui semble coordonnée avec des « groupes masqués et non identifiés ». RSF déclare que les enquêtes sur les violences annoncées par le Service spécial d'enquête géorgien « offrent peu d'espoir de responsabilité » en raison de son « inefficacité chronique ».
Mzia Amaglobeli est arrêtée le 12 janvier 2025 à Batoumi lors des manifestations, accusée d'avoir giflé le chef de la police de Batoumi. Placée en détention, elle risque jusqu'à 7 ans de prison. Dès le début de sa détention provisoire, elle entame une grève de la faim, qu'elle poursuit pendant plusieurs dizaines de jours. Elle est toujours en cours début février 2025.

### Interdictions
Le 13 décembre, avec 82 votes pour et zéro contre, le parlement géorgien approuve en lecture finale un projet de loi prévoyant des modifications à la législation sur les rassemblements et manifestations. Les récents amendements interdisent strictement l'utilisation de masques, de feux d'artifice et de pointeurs laser lors des manifestations. La nouvelle législation introduit également des règles plus strictes concernant les feux d'artifice en Géorgie, exigeant une licence pour leur exportation, importation et vente,.

### Amendes
Le 13 décembre, le parlement adopte également des modifications au code des infractions administratives, visant à introduire des sanctions plus sévères contre le vandalisme, l'utilisation illégale d'uniformes policiers et le blocage des routes.
Les nouvelles sanctions incluent des augmentations des amendes suivantes :  
- L'amende pour avoir endommagé l'apparence de la ville passera de son montant précédent à 1 000 GEL.
- L'amende pour violation des règles relatives aux rassemblements et manifestations passera de 500  à   5 000 GEL pour les participants et de 5 000  à   15 000 GEL pour les organisateurs.
- Les personnes portant illégalement des uniformes du Ministère de l'Intérieur seront passibles d'une amende de 2 000 GEL.
- Les conducteurs utilisant leurs véhicules pour bloquer des routes recevront une amende de 1 000 GEL et verront leurs permis de conduire suspendus pendant un an.

## Réactions internationales

### Réactions des États et des organisations internationales

#### États
Allemagne : le 2 décembre, le porte-parole du gouvernement allemand Wolfgang Büchner déclare aux journalistes que son gouvernement soutient les manifestations et que les portes de l'UE restent ouvertes à la Géorgie. Le 7 décembre, le ministre allemand des Affaires étrangères et leurs homologues français et polonais condamnent l'utilisation disproportionnée de la force contre les manifestants pacifiques et les attaques contre les représentants de l'opposition et les médias en Géorgie et exigent la libération immédiate de tous les prisonniers politiques.
 Canada : la ministre canadienne des Affaires étrangères, Mélanie Jolie, a annoncé que son gouvernement imposerait des sanctions aux individus, aux entreprises et aux entités impliquées dans des « violations des droits de l’homme » lors des manifestations en Géorgie.
 États-Unis : un groupe bipartisan de membres du Congrès américain réintroduit le MEGOBARI Act en janvier 2025. Cette loi appelle à accompagner le renforcement de l'État de droit et des pratiques démocratiques en Géorgie, et à contrer l'influence russe dans ce même pays,,,. L'ancien ambassadeur de Géorgie aux États-Unis, Batou Koutelia, déclare également que la loi sera « le premier point à l'ordre du jour » lorsque le nouveau Congrès se réunira. Initialement introduite en mai en réponse à la loi géorgienne sur les agents étrangers, le MEGOBARI Act impose de nouvelles sanctions contre les responsables géorgiens et alloue des fonds aux médias et à la société civile géorgiens. La loi recueille un fort soutien bipartisan au Congrès américain. Elle est approuvée par la Chambre des représentants le 5 mai 2025.
Le 26 décembre, le représentant Joe Wilson écrit sur X (Twitter) que « le président Donald Trump a[vait] clairement indiqué sa position sur les ennemis autoproclamés de l'Amérique. Si Bidzina Ivanichvili met à exécution son plan de destruction de la démocratie géorgienne le 29 décembre, il doit s’attendre à une réponse comme il ne l’a jamais imaginée ». Trump poste également : « Le corrompu Bidzina Ivanichvili, un amoureux de la Chine et de l’Iran et un ennemi de l’Amérique, tente de transformer la Géorgie en une dictature. Nous devons donner la priorité à l’Amérique et couper tout [financement] à la Géorgie si devait se produire ». Il met enfin Ivanichvili en garde, écrivant : « Pourquoi l'aspirant dictateur de la Géorgie, Bidzina Ivanichvili, a-t-il donné un contrat pour la construction du port en eau profonde d’Anaklia à une entreprise chinoise sanctionnée ? Êtes-vous prêt à subir des sanctions, Bidzina ? ».
Roger Wicker, président de la Commission des forces armées du Sénat des États-Unis, appelle l'administration Biden à sanctionner les dirigeants du parti Rêve géorgien et se dit préoccupé par le fait qu'à moins que des mesures urgentes ne soient prises, le « parti Rêve géorgien pourrait en fait destituer de force la présidente démocratiquement élue de Géorgie ». Il ajoute que « Vladimir Poutine aimerait que la Géorgie lui revienne… [...] ».
 Estonie,  Lettonie et  Lituanie : Les gouvernements des États baltes annoncent la prise de sanctions personnelles contre onze hauts responsables géorgiens, leur interdisant l'entrée dans leurs pays respectifs.
 France : le 11 décembre, Emmanuel Macron appelle à la libération des manifestants arrêtés « arbitrairement » lors de la répression des manifestations, au cours d'un appel avec Bidzina Ivanichvili. Il condamne les violences policières et l'intimidation de la société civile, appelant au respect de la liberté d'expression et de réunion. Le 13 décembre, Macron réaffirme son soutien aux aspirations de la Géorgie à l'UE, soulignant le rôle de l'UE dans la paix et le respect de la souveraineté. Il exhorte également la Géorgie à assumer ses responsabilités en tant que candidat à l'UE, à protéger les libertés et à engager un dialogue entre les acteurs politiques et la société civile. Macron exprime sa confiance dans l'engagement des Géorgiens envers leur avenir européen malgré les défis tels que la propagande et l'intimidation.
 Hongrie : le ministre hongrois des Affaires étrangères, Peter Szijjarto, déclare que son pays opposera son veto à toute proposition visant à inclure de hauts responsables du gouvernement géorgien sur la liste des sanctions de l'UE.
 Pologne : le 24 décembre, après une conversation avec Salomé Zourabichvili, le président polonais Andrzej Duda écrit sur X : « J'ai parlé avec [la présidente Zourabichvili] de la situation en Géorgie. J'ai assuré à Madame la Présidente de mon soutien indéfectible à son leadership et aux aspirations européennes du peuple géorgien. Ils ont un droit inaliénable à évoluer vers une Europe unie. De nouvelles élections conformes aux recommandations [de l'OSCE et de l'ODIHR] sont la solution pour sortir de la crise actuelle ».
 Royaume-Uni : Le Royaume-Uni, en coordination avec les États-Unis, impose des sanctions à cinq hauts responsables géorgiens pour leurs attaques violentes contre des journalistes et des manifestants. Ces mesures, qui comprennent des interdictions de voyager et des gels d'avoirs, visent le ministre de l'Intérieur Vakhtang Gomelaouri, le vice-ministre de l'Intérieur Aleksandre Darakhvelidze, le directeur du département de police de Tbilissi Soulkhan Tamazachvili, le chef du département des tâches spéciales Zviad Kharazichvili et le chef adjoint du département des tâches spéciales Mileri Lagazaouri.
 Russie : le porte-parole du gouvernement russe, Dmitri Peskov, a mis en garde lors d'une conférence de presse contre « des tentatives d'organiser une révolution populaire visant à déstabiliser la Géorgie », comparant les manifestations à l'Euromaïdan. Dans le même temps, il déclare que son gouvernement n'a pas l'intention d'intervenir au nom du gouvernement géorgien, considérant la situation dans le pays comme une « affaire interne ».
 Ukraine : le président ukrainien Volodymyr Zelensky, dans un discours diffusé en vidéo, critique la position pro-russe du gouvernement géorgien « qui le rend plus dépendant de son voisin la Russie » et qualifie de honteuses les mesures prises contre le peuple géorgien. Le président annonce également annoncé que son gouvernement imposera des sanctions contre 19 membres de Rêve géorgien,.

#### Organisations internationales
Conseil de l'Europe : Le 29 janvier 2025, l’APCE a adopté une résolution par 114 voix pour et 13 contre, appelant à de nouvelles élections parlementaires, à la libération des prisonniers politiques et à la révision de lois controversées qui répondent pleinement aux demandes des manifestants géorgiens. En réponse, les responsables du Rêve géorgien ont rejeté catégoriquement la résolution et ont annoncé leur retrait de l’Assemblée.
 OSCE : Le 20 décembre 2024, trente-sept États membres de l'OSCE invoquent l'une des procédures du Mécanisme de Vienne (en) de l'OSCE concernant les informations faisant état de violations des droits de l'homme, notamment de mauvais traitements et de blessures infligées à des manifestants détenus, d'ingérences et de violences contre des journalistes, et de l'impunité des policiers soupçonnés de violations. Les États décrivent leurs cinq principaux sujets de préoccupation comme étant : la liberté de réunion pacifique, les arrestations et détentions arbitraires, le ciblage de l'opposition politique lors de descentes et d'arrestations policières, et des « mauvais traitements pouvant constituer » de la torture. Les États posent huit questions spécifiques concernant les enquêtes et la protection des droits de l'homme, auxquelles la Géorgie doit répondre dans un délai de dix jours, conformément au Mécanisme de Vienne.
 OTAN : Le secrétaire général de l'OTAN, Mark Rutte, exhorte le gouvernement géorgien à poursuivre sur la voie de l'intégration avec l'UE et condamne la violence contre les manifestants.
 Union européenne : La Haute représentante pour les Affaires étrangères de l'Union européenne, Kaja Kallas, lors d'une conférence de presse, regrette la suspension des négociations avec le gouvernement géorgien et la détérioration démocratique des institutions géorgiennes, à son tour, avertit que les actions du gouvernement géorgien l'exposent à « subir des conséquences directes », notamment la possibilité de sanctions.
Le 13 février 2025, le Parlement européen adopte, par 400 voix contre 63, une résolution prévoyant la non-reconnaissance du gouvernement géorgien issu des élections d'octobre 2024, et la reconnaissance de Salomé Zourabichvili comme la « présidente légitime de la Géorgie ». Le Parlement européen réclame l'imposition de sanctions personnelles contre des responsables gouvernementaux géorgiens, en premier lieu Bidzina Ivanichvili. Le texte dénonce également « l’influence grandissante de la Russie en Géorgie ainsi que [...] les agissements du gouvernement du parti du Rêve géorgien ».
 UNHRC : Le Haut-Commissaire des Nations Unies aux droits de l'homme, Volker Türk, qualifie d'« extrêmement préoccupant » le recours inutile et disproportionné à la force par les policiers lors des manifestations en Géorgie. Il exige que les autorités géorgiennes respectent les droits des manifestants à la liberté d'expression et de réunion,.

### Sanctions
Les sanctions touchent certaines des personnes les plus notables de Géorgie. Au 30 décembre 2024, 100 Géorgiens associés au Rêve géorgien ont été sanctionnés par différents pays pour des violations présumées des droits de l'homme ou des actions affaiblissant la démocratie.
| Nom                      | Ukraine | États-Unis | Royaume-Uni | Estonie Lettonie Lituanie | Fonctions                                         |
| ------------------------ | ------- | ---------- | ----------- | ------------------------- | ------------------------------------------------- |
| Bidzina Ivanichvili      | [ 152 ] | [ 153 ]    |             | [ 154 ]                   | Fondateur de Rêve géorgien                        |
| Kakhaber Kaladze         | [ 152 ] |            |             |                           | Maire de Tbilissi                                 |
| Irakli Kobakhidze        | [ 152 ] |            |             |                           | Premier ministre de Géorgie                       |
| Grigol Lilouachvili (en) | [ 152 ] |            |             |                           | Chef du Service de sécurité d'État de Géorgie     |
| Otar Partskhaladze (en)  | [ 152 ] |            |             |                           | Ancien Procureur général de Géorgie               |
| Vakhtang Gomelaouri      | [ 152 ] | [ 155 ]    | [ 156 ]     | ,                         | Ministre des Affaires intérieures de Géorgie      |
| Aleksandre Darakhvelidze |         |            | [ 156 ]     |                           | Vice-ministre des Affaires intérieures de Géorgie |
| Sulkhan Tamazashvili     |         |            | [ 156 ]     |                           | Directeur du département de la police de Tbilissi |
| Zviad Kharazichvili      |         | [ 158 ]    | [ 156 ]     | ,                         | Chef du Département des tâches spéciales          |
| Mileri Lagazaouri (en)   |         | [ 158 ]    | [ 156 ]     | ,                         | Chef adjoint du Département des tâches spéciales  |
| Mirza Kezevadze (en)     |         | [ 155 ]    |             | ,                         | Chef adjoint du Département des tâches spéciales  |
| Konstantine Morgoshia    |         | [ 158 ]    |             |                           | Cofondateur de Alt-Info (en)                      |
| Zourab Makharadze        |         | [ 158 ]    |             |                           | Associé à Alt-Info                                |

### Sujets relatifs à la Géorgie
- Élections législatives géorgiennes de 2024
- Élection présidentielle géorgienne de 2024
- Manifestations en Géorgie de 2023 à 2024
- Procédure d'adhésion de la Géorgie à l'Union européenne
- Politique en Géorgie

### Autres manifestations en 2024-25
- Manifestations de 2024-2025 en Serbie
- Manifestations de 2025 en Slovaquie
- Manifestations de 2025 en Turquie